# Muhammad Ali Zaghlul
Muhammad Ali Zaghlul Ali Ahmad (arab. محمد علي زغلول علي أحمد; ur. 31 sierpnia 1993) – egipski zapaśnik walczący przeważnie w stylu wolnym. Olimpijczyk z Rio de Janeiro 2016, gdzie zajął siedemnaste miejsce w kategorii 86 kg.
Zajął 21 miejsce na mistrzostwach świata w 2014. Triumfator igrzysk afrykańskich w 2015. Mistrz Afryki w 2014 i 2015. Mistrz arabski w 2014 i drugi w 2012 roku